# Arboreto de Marcel Kroenlein

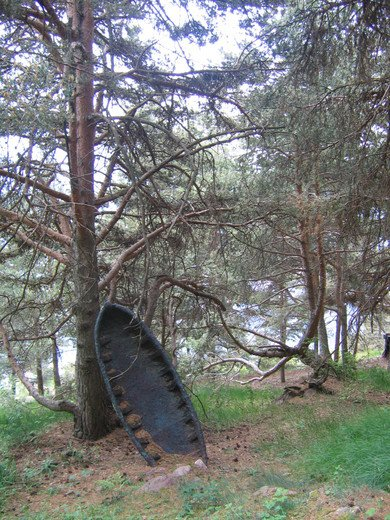
Trabajo artístico en el "Arboretum Marcel Kroenlein"

El Arboreto de Marcel Kroenlein (en francés: Arboretum Marcel Kroenlein) es un arboreto de gran altitud, de 12 hectáreas de extensión, que se encuentra en Roure, Francia. El arboreto está catalogado como « Jardin Remarquable ». 

## Localización
El arboreto se ubica entre los 1,280 a 1,700 m s. n. m. en el borde del  Parque Nacional de Mercantour en Roure, Alpes-Maritimes, Provence-Alpes-Côte d'Azur, France-Francia. 
Planos y vistas satelitales, 44°5′45.99″N 7°5′17.98″E / 44.0961083, 7.0883278
Está abierto al público todo el año y sin pagar ninguna tarifa de visita.

## Historia
El arboreto fue concebido en 1987 año en el que Michèle Ramin, ahora el presidente del arboreto, conoció a Marcel Kroenlein, entonces director del Jardin Exotique de Monaco. Sus primeros árboles fueron plantados en 1988, y en 1989 los primeros artistas comenzaron a exhibir sus obras en el sitio. Entre los artistas están incluidos Andy Goldsworthy y Arman.
La misión del arboreto es la de recopilar árboles de maderas duras y coníferas procedentes de los Alpes y otras montañas del mundo, y preservar la flora natural de los Alpes-Maritimes. El sitio ofrece una variedad de microclimas, debido a su localización alpina y mediterránea y su topografía variada, y alberga una gran variedad de vegetación natural. La vegetación indígena está formada sobre todo por pinos y alerces europeo. Más de 300 especies foráneas se han introducido hasta la fecha. 

## Colecciones
El Arboretum Marcel Kroenlein protege una excepcional variedad de flores que crecen espontáneamente sobre los prados alpinos y también algunas especies raras y/o en curso de desaparición incluida, en particular, una colección de rosales silvestres.

Desde hace varios años, el Arboreto emprendió un gran censo para conocer toda la riqueza del patrimonio florístico del lugar y los alrededores puesto que, sobre un espacio relativamente limitado, fuera posible encontrar especies que tienen normalmente necesidades fisiológicas (agua, calidad de suelos) muy diferentes y a veces muy opuestas. Así pues, la Rumex acetosella, la Aira o la Anthoxanthum odoratum que prefieren los suelos ácidos y se codean con especies que aprecian los suelos calcáreos, como Pseudoturritis turrita o los Tomillos y serpol. 

### Los árboles
Dos especies espontáneas prevalecen en el arboretum: Pinus sylvestris y Larix decidua. Desde las primeras plantaciones en 1988, son más de 300 las especies que se introdujeron sobre el lugar del Arboretum. Con dos ejemplares del árbol fósil llamado Pino Wollemia y algunos ejemplares de Pinus culminicola de las altas montañas de México, abetos, alerces, cedros, piceas y Douglas representan de sobra a la familia de Abietaceae o las Pinaceae. 

También están presentes muchas frondosas en este museo vivo del árbol: arces de Asia, de América y de Europa, roble rojo de América, fresnos, nogales, prunus, ginkgo, etc.

### Investigación científica
Desde junio de 1998, el Arboretum de altitud de Roure se dotó con un Comité científico pluridisciplinar compuesto de 12 miembros a los cuales se asocian 6 consejeros científicos. Este Comité científico agrupa personalidades de horizontes muy distintos y de competencias múltiples; varios grandes organismos nacionales de enseñanza superior, investigación y gestión del patrimonio natural están representados (Centre national de la recherche scientifique du génie rural, Office national des forêts, Parc national du Mercantour).
El Arboreto se beneficia de la catalogación por la Universidad Aix-Marseille III, del Rectorado de los Alpes Marítimos y "Jardines Remarquables" de Francia. 

### Conservatorio
Conservatorio e Instituto mediterráneo-alpino de botánica y ecología que son administrados por el presidente Henri Sandoz, doctor de  Estado de las ciencias, fitoecólogo y su Comité científico.

## El Arte y el Árbol
Desde su origen el Arboreto de Roure está vinculado al arte. Una colección de tarjetas postales firmadas por los mayores nombres, publicadas en tirada limitada, está disponible a la venta, así como un sello emitido por Principado de Mónaco, mencionando los pisos de vegetación de los Alpes marítimos. 
Denis Gibelin es, por otra parte, el diseñador del movimiento "NMade". Este colectivo de artistas plásticos trabaja en dos puntos notables del Sur de Francia: "Cap d'Ail", en la "villa Roc Fleuri" y en "Roure", sobre el "Arboretum Marcel Kroenlein", el único arboreto de  altitud existente en Europa y esto lo dirige en cierta medida a estar  vinculado con el arte. 
Esta doble implantación del movimiento conecta así el mar y la montaña, transportando sus miembros y su admiradores de las sendas aduaneras del borde de mar a los caminos de herradura del alto país. El Arboreto de Roure verdaderamente se convirtió en el campo básico de estos artistas que confían durante meses sus obras a la naturaleza para que a su vez ella las reesculpa, ayudada del viento, el sol, la lluvia, el granizo, la nieve, etc… Este planteamiento experimental es único y consustancial al lugar del Arboretum. 
Inauguración cada primer domingo de octubre. Después de Ben, Ernest Pignon-Ernest, Jean-Michel Folon, Valerio Adami, el embajador 2007 es Ousmane Sow. 